# Marsais-Sainte-Radégonde
Marsais-Sainte-Radégonde és un municipi francès situat al departament de Vendée i a la regió de País del Loira. L'any 2007 tenia 488 habitants.

## Demografia

### Població
El 2007 la població de fet de Marsais-Sainte-Radégonde era de 488 persones. Hi havia 192 famílies de les quals 52 eren unipersonals (28 homes vivint sols i 24 dones vivint soles), 60 parelles sense fills, 64 parelles amb fills i 16 famílies monoparentals amb fills.
La població ha evolucionat segons el següent gràfic:
Habitants censats

### Habitatges
El 2007 hi havia 258 habitatges, 209 eren l'habitatge principal de la família, 43 eren segones residències i 6 estaven desocupats. Tots els 256 habitatges eren cases. Dels 209 habitatges principals, 172 estaven ocupats pels seus propietaris, 35 estaven llogats i ocupats pels llogaters i 2 estaven cedits a títol gratuït; 3 tenien dues cambres, 25 en tenien tres, 50 en tenien quatre i 131 en tenien cinc o més. 182 habitatges disposaven pel capbaix d'una plaça de pàrquing. A 84 habitatges hi havia un automòbil i a 107 n'hi havia dos o més.

### Piràmide de població
La piràmide de població per edats i sexe el 2009 era:
| Homes | Edats   | Dones |
| ----- | ------- | ----- |
| 0     | 95 o +  | 4     |
| 0     | 90 a 94 | 8     |
| 0     | 85 a 89 | 4     |
| 4     | 80 a 84 | 4     |
| 12    | 75 a 79 | 24    |
| 8     | 70 a 74 | 8     |
| 16    | 65 a 69 | 16    |
| 8     | 60 a 64 | 8     |
| 4     | 55 a 59 | 0     |
| 8     | 50 a 54 | 4     |
| 28    | 45 a 49 | 12    |
| 24    | 40 a 44 | 32    |
| 20    | 35 a 39 | 20    |
| 20    | 30 a 34 | 20    |
| 20    | 25 a 29 | 4     |
| 12    | 20 a 24 | 16    |
| 40    | 15 a 19 | 20    |
| 8     | 10 a 14 | 24    |
| 12    | 5 a 9   | 8     |
| 12    | 0 a 4   | 8     |

## Economia
El 2007 la població en edat de treballar era de 304 persones, 222 eren actives i 82 eren inactives. De les 222 persones actives 204 estaven ocupades (113 homes i 91 dones) i 18 estaven aturades (8 homes i 10 dones). De les 82 persones inactives 37 estaven jubilades, 14 estaven estudiant i 31 estaven classificades com a «altres inactius».

### Ingressos
El 2009 a Marsais-Sainte-Radégonde hi havia 213 unitats fiscals que integraven 513 persones, la mediana anual d'ingressos fiscals per persona era de 17.082 €.

### Activitats econòmiques
Dels 10 establiments que hi havia el 2007, 1 era d'una empresa de fabricació d'altres productes industrials, 3 d'empreses de construcció, 1 d'una empresa d'hostatgeria i restauració, 2 d'empreses immobiliàries, 2 d'empreses de serveis i 1 d'una entitat de l'administració pública.
Dels 5 establiments de servei als particulars que hi havia el 2009, 1 era un taller de reparació d'automòbils i de material agrícola, 2 paletes, 1 lampisteria i 1 agència immobiliària.
L'any 2000 a Marsais-Sainte-Radégonde hi havia 24 explotacions agrícoles que ocupaven un total de 1.022 hectàrees.

## Equipaments sanitaris i escolars
El 2009 hi havia una escola elemental integrada dins d'un grup escolar amb les comunes properes formant una escola dispersa.

## Poblacions més properes
El següent diagrama mostra les poblacions més properes.